# Алас (рельєф)

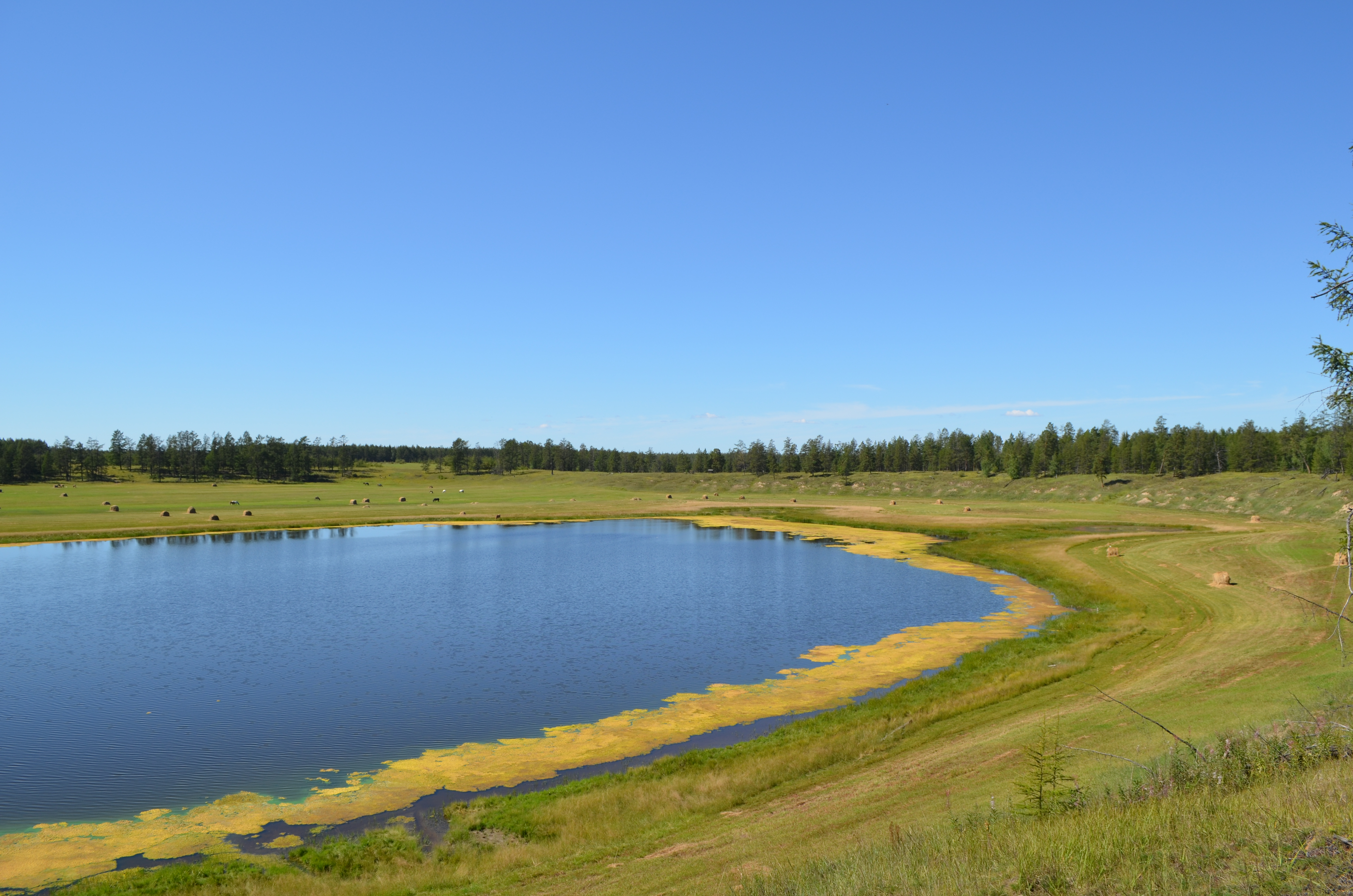
Типовий алас, Мегіно-Кангаласький улус

Алас (якут. Алаас) — неглибока западина, яка зустрічається переважно в Якутії, утворюється внаслідок просідання вічної мерзлоти внаслідок багаторазового танення і заморожування. Алас, спочатку розвивається у вигляді мілководдя, оскільки тала вода заповнює западину. Озеро з часом висихає і заростає травами.
Алас, відрізняється від термокарстових западин, розташованих в інших місцях Арктики, тим, що озеро є лише тимчасовим. Через посушливість Якутії озеро висохає після вичерпання льоду.
Аласи часто використовують для випасання коней, а також сіножатей. Поширені на Центральноякутській низовині. Найбільший алас у світі — Мюрю, розташований в Усть-Алданському улусі